# Hazel Robson
Hazel Robson, coniugata Simpson (Sunderland, 22 agosto 1979), è un'ex atleta paralimpica britannica. Ha gareggiato nella categoria T36.

## Biografia
Hazel Simpson ha vinto la sua unica medaglia d'oro paralimpica ai Giochi paralimpici di Sydney 2000 dove ha prevalso nella gara dei 100 metri. Ai Giochi paralimpici di Atene 2004 ha vinto due medaglie d'argento nelle gare dei 100 e 200 metri.
Quattro anni dopo, ha partecipato, con il cognome da sposata Simpson, ai Giochi paralimpici di Pechino 2008 dove ha vinto due medaglie di bronzo nelle gare dei 100 e 200 metri. Nel corso della sua carriera, Simpson ha anche vinto medaglie ai mondiali paralimpici e agli europei paralimpici.

## Palmarès
| Anno | Manifestazione       | Sede         | Evento          | Risultato | Prestazione | Note |
| ---- | -------------------- | ------------ | --------------- | --------- | ----------- | ---- |
| 2000 | Giochi paralimpici   | Sydney       | 100 m piani T36 | Oro       | 15"73       |      |
| 2004 | Giochi paralimpici   | Atene        | 100 m piani T36 | Argento   | 15"31       |      |
| 2004 | Giochi paralimpici   | Atene        | 200 m piani T36 | Argento   | 31"98       |      |
| 2005 | Europei paralimpici  | Espoo        | 100 m piani T36 | Oro       | 15"58       |      |
| 2005 | Europei paralimpici  | Espoo        | 200 m piani T36 | Argento   | 33"31       |      |
| 2008 | Giochi paralimpici   | Pechino      | 100 m piani T36 | Bronzo    | 15"40       |      |
| 2008 | Giochi paralimpici   | Pechino      | 200 m piani T36 | Bronzo    | 32"43       |      |
| 2011 | Mondiali paralimpici | Christchurch | 100 m piani T36 | Argento   | 14"94       |      |
| 2011 | Mondiali paralimpici | Christchurch | 4×100 m T35-T38 | Bronzo    | 58"33       |      |